# Tjärnbergens naturreservat
Tjärnbergens naturreservat är ett naturreservat i Ragunda kommun i Jämtlands län.
Området är naturskyddat sedan 2024 och är 50 hektar stort. Reservatet ligger nordost om Stugu-Sättsjön och består av två områden på Tjänbergens sydsluttning bevuxna med lövträdsrika blandskogar.